# Gaylord Perry
Gaylord Jackson Perry (Williamston, 15 settembre 1938 – Gaffney, 1º dicembre 2022) è stato un giocatore di baseball statunitense che ha giocato nel ruolo di lanciatore nella Major League Baseball (MLB). È stato introdotto nella National Baseball Hall of Fame nel 1991.

## Carriera
Perry debuttò nella MLB nel 1962 con i San Francisco Giants con cui giocò fino al 1971. Il 17 settembre 1968 lanciò l'unico no-hitter della carriera nella vittoria sui St. Louis Cardinals a Candlestick Park. Convocato per cinque All-Star Game, Perry fu il primo lanciatore a vincere il Cy Young Award in entrambe le leghe, conquistando quell'American League nel 1972 con i Cleveland Indians e quello della National League nel 1978 quando militava nei San Diego Padres. Mentre giocava per i Seattle Mariners nel 1982, Perry divenne il quindicesimo membro del club delle 300 vittorie. Nel 1983 divenne il terzo lanciatore nello stesso anno a superare l'antico primato di 3.509 strikeout di Walter Johnson. Steve Carlton e Nolan Ryan furono gli altri due. Il 23 settembre 1983, Perry annunciò il proprio ritiro. Nel 1999, The Sporting News lo inserì al 97º posto nella classifica dei migliori cento giocatori di tutti i tempi.
Malgrado fosse nota l'abitudine di Perry di alterare le palle che lanciava (ad esempio con le cosiddette spitball, una palla su cui veniva sputato per alterare la sua resistenza all'aria) e forse a maggior ragione per fare pensare ai lanciatori di lanciare quel genere di palle, non fu espulso per tale pratica vietata fino al 23 agosto 1982, nella sua 21ª stagione nella MLB.
Come molti lanciatori, Perry non era noto per le sue abilità in battuta. Nella sua seconda stagione, nel 1963, il suo manager Alvin Dark affermò scherzando "L'uomo arriverà sulla Luna prima che Perry batta un fuoricampo." Ci sono altre varianti di questo aneddoto ma comunque sia, il 20 luglio 1969, un'ora dopo che l'Apollo 11 atterrò sulla Luna trasportando Neil Armstrong e Buzz Aldrin, Perry batté il primo fuoricampo della carriera.

## Palmarès
- Cy Young Award: 2

1972, 1978
- MLB All-Star: 5

1966, 1970, 1972, 1974, 1979
- Leader della MLB in vittorie: 3

1970, 1972, 1978
- Numero 36 ritirato dai San Francisco Giants
- Club delle 300 vittorie

## Famiglia
Gaylord era il fratello di Jim Perry, anch'egli lanciatore nella MLB e vincitore del Cy Young Award nel 1970 con i Minnesota Twins.